# عضل دونغولا
عضل دونغولا (الاسم العلمي: Gerbillus dongolanus) (بالإنجليزية: Dongola Gerbil)‏ هو نوع من الحيوانات يتبع جنس العضل من الفصيلة الفأرية.